# 12.3 사건
12.3 사건(중국어: 一二·三事件, 포르투갈어: Motim 1-2-3)은 1966년 12월 3일 포르투갈령 마카오에서 이스타두 노부 정권에 반대하는 대규모 봉기로 중국 현지인에 대한 식민정권의 부정부패와 인종차별, 그리고 중국 본토의 문화대혁명의 영향으로 발생했다.

## 기원
포르투갈의 마카오 점령기는 대략 세 시기로 나뉜다. 첫 번째 시기는 포르투갈인들이 마카오에 처음 정착한 1557년부터 1849년까지다. 이 기간 동안에는 포르투갈인 공동체에 대한 사법권만 있었다. ‘식민지 시기’로 알려진 두 번째 시기는 대략 1849년부터 1974년이다. 포르투갈 식민 행정국이 마카오에서 포르투갈인과 중국인 공동체에 대해 모두 적극적인 역할을 행사한 시기가 이 시기였다.
1887년 3월 26일 맺어진 리스본 의정서를 통해 중국은 포르투갈의 마카오에 대한 ‘영구적인 점령과 통치’를 인정했고 포르투갈은 중국 정부의 동의 없이 제3국에 마카오를 양도하지 않는 데 동의했다. 이는 1887년 12월 1일 중국-포르투갈 우호통상조약을 통해 재확인됐다. 마카오의 식민통치 전반에 걸쳐 포르투갈계 마카오인들은 복잡한 식민지적인 관료주의와 부패 때문에 정체했다. 인종 분리와 구별도 사회 전반에 존재했다. 마카오의 통치 내에서 포르투갈계 주민들이 거의 모든 정부 관리들과 공무원 자리를 차지했다.
1945년 9월 중화민국 외교부는 포르투갈 정부 측에 마카오를 중국의 통치로 돌려놓길 원한다는 뜻을 표했지만 국공 내전 때문에 양측의 논의는 무기한 중단됐다. 중화인민공화국 수립에 의해 수많은 난민과 중국국민당 지지자들이 중국에서 마카오로 피신했다.
12.3 사건 이전 중국국민당과 중국 공산당 모두 마카오에서 존재감을 유지했다. 중화인민공화국 수립과 더불어 포르투갈 식민 정부는 육상 경계를 통한 접근성 때문에 중화인민공화국과의 비공식적 관계를 시작했다. 중화인민공화국 성립 이후 마카오에서는, 특히 사업계 지도자들 사이에서 공산주의자들의 영향력이 상당히 늘어났다.

## 전개
포르투갈 식민정권은 1557년 마카오를 무단 점거하면서부터 정착촌 건설을 명분으로 원주민들을 탄압, 살해했다. 1945년 이후 포르투갈이 식민지 주민들에게 잔혹한 인종차별과 인종청소를 가해하면서 마카오 전지역에서 반발이 일어났다.
마카오 원주민들은 인종차별과 종교차별 등 심각한 수윙디 사회구조적 폭력을 경험했으며, 인간으로서의 기본권마저 침해당했다.
1949년 중화인민공화국이 건국되면서 포르투갈은 사회주의 정부라는 이유로 반환을 거부하면서 갈등이 극한으로 치닫았다.
1965년 10월 마카오의 공산주의자들은 기본권 수호를 위한 투쟁을 시작했고, 타이파섬에서는 사회주의 학교가 설립되어 다수의 소외된 주민으로부터 열혈한 환대와 지지를 받았다.
한편 마카오 대다수 주민들이 문화대혁명을 긍정하면서 사회주의자들은 대중으로부터 상당한 호응을 얻었다. 이들은 식민정권의 인종차별, 성차별, 부정부패, 제국주의를 수위 높게 비판하면서 포르투갈과 직접 대립하기도 했다.
그러나 1966년 1월부터는 포르투갈 식민당국이 학교설립마저 방해하기 시작했고, 주민들은 본격적인 반식민주의-반제국주의 저항에 돌입하여 시위대를 구성했다. 그러나 포르투갈 식민군대의 시가지 발포로 시위대 선두 40명이 사망하는 참사가 발상했다.
이에 중화인민공화국의 홍위병은 마카오 시위대와 연대를 선언했고, 시위 규모가 확산되면서 마카오의 시위는 확고한 사회주의 경향을 띄게 되었다. 시위대는 모든 시가지 광장에서 마오 주석 어록을 낭독하며 자본주의-파시스트-제국주의 포르투갈 정권을 비난했고, 식민지 기구를 습격했다.
현지 재계에서도 포르투갈에 대한 비판 여론이 증가하면서 유명 사업가들이 중화인민공화국과 연대하고 포르투갈과의 관계를 파기하는 등 역사적인 시위로서 다른 면모를 보이기도 했다. 또한 화교들도 시위에 동참하였다.
식민당국은 시위를 진압하려고 시도했으나 실패했고, 식민지의 역사적 잔재는 홍위병에 의해 소각되어 제거되었다. 한편 포르투갈은 사건 조작을 위해 언론통제를 사용했으나 인민일보 대자보 1면에 12.3 사건이 언급되면서 이것 또한 실패로 돌아가게 되었다.

## 사건 해결과 그 이후
국제사회의 압박 수위와 제제가 거세지자 포르투갈 식민당국은 중화인민공화국에게 항복을 선언하고 시위대의 요구를 전격 수용할 수밖에 없었다.
이 사건으로 마카오는 중화인민공화국의 주권 행사 지역이 되었고 중화인민공화국은 인민해방군과 홍위병을 마카오에 대규모 배치했다. 중화인민공화국의 지속적인 압력으로 노동조합 합법화와 주민들의 기본권 행사로 이어졌다.
중국 본토에서도 마카오 통일 찬성 여론이 증가했다. 중화인민공화국은 13명으로 구성된 외교단을 파견하여 포르투갈을 비판했다. 결국 포르투갈은 마카오에서 주권 행사를 포기하고 군대를 철수시켰다.
1967년 포르투갈 식민정권은 국제적으로 압력으로 중화인민공화국에 대한 사과문을 작성하고 마오쩌둥 주석의 초상화 아래에서 각서에 서명했다.
각서에는 중국국민당의 첩보 및 간첩활동 금지가 주된 조항이었으며, 중화인민공화국 정치범을 양도하는 것도 있었다. 그날부터 호인이 마카오의 대표자로 인정되었고 중화인민공화국은 마카오를 반해방지로 칭했다.
1974년 카네이션 혁명으로 설립된 신정부는 포르투갈의 방위군을 철수시키기로 결정하고 대만과의 단교를 약속했다. 이때부터 단순 주권행사가 아닌 통일의 수단으로서 마카오 반환이 논의되었으며, 1999년 마카오는 마침내 중국에게 온전히 반환되어 포르투갈 제국주의-식민지 시대의 마침표를 찍었다.

## 같이 보기
- 문화대혁명
- 포르투갈 식민지 전쟁
- 마카오 반환
- 홍콩 반환